# Чекин, Борис Сергеевич
 Борис Сергеевич Чекин  (5 марта 1922 — 20 января 2009) — заместитель командира эскадрильи 566-го штурмового Солнечногорского авиационного полка (277-я штурмовая авиационная дивизия, 1-я воздушная армия, 3-й Белорусский фронт). Герой Советского Союза.

## Биография
Родился 5 марта 1922 года в деревне Слобода Волчья, Новошешминской волости, Чистопольского кантона, Татарской АССР  в крестьянской семье. Окончил три курса Чистопольского техникума механизации сельского хозяйства и аэроклуб. В 1941 году был призван в ряды РККА. В 1943 году окончил Ульяновскую военную авиационную школу пилотов.
С января 1944 года воевал на Ленинградском, 3-м Белорусском фронтах.
К 13 февраля 1945 года заместитель командира авиаэскадрильи 566-го штурмового авиационного полка лейтенант Чекин совершил 154 успешно выполненных боевых вылета, в результате которых лично им уничтожено 22 танка, 6 автомашин, 47 повозок с грузами, 2 бронемашины противника, повреждено 5 дзотов, подавлен огонь 19 артбатарей, 37 точек зенитной и малокалиберной зенитной артиллерии, 8 миномётных батарей, взорвано 3 склада с боеприпасами. В процессе боевой работы Чекин вырос из рядового лётчика до заместителя авиаэскадрильи.
Указом Президиума Верховного Совета СССР от 19 апреля 1945 года за образцовое выполнение боевых заданий командования на фронте борьбы с немецкими захватчиками и проявленные при этом отвагу и геройство лейтенанту Чекину Борису Сергеевичу присвоено звание Героя Советского Союза с вручением ордена Ленина и медали «Золотая Звезда».
После окончания войны до 1946 года продолжил службу в Ленинградском военном округе. В 1952 году окончил Военно-воздушную академию имени Ю. А. Гагарина в Монино. В 1976 году полковник Чекин уволился в запас. Жил в Санкт-Петербурге.
Умер 20 января 2009 года. Похоронен на Никольском кладбище Александро-Невской лавры в Санкт-Петербурге.

Могила Чекина на Никольском кладбище Александро-Невской лавры в Санкт-Петербурге.

## Награды
- Медаль «Золотая Звезда» (19.04.1945)[2][3];
- орден Ленина (19.04.1945);
- два ордена Красного Знамени (21.06.1944[4]; 05.11.1944[5]);
- орден Александра Невского (22.02.1945)[6];
- два ордена Отечественной войны I степени (25.07.1944[7]; 11.03.1985[8]);
- орден Отечественной войны II степени (09.10.1944)[9];
- два ордена Красной Звезды (21.02.1944[10]; 1956);
- орден «За службу Родине в Вооружённых Силах СССР» III степени (1975);
- медаль «За оборону Ленинграда» (1944).
- медали.